# Synodus isolatus
Synodus isolatus är en fiskart som beskrevs av Randall 2009. Synodus isolatus ingår i släktet Synodus och familjen Synodontidae. Inga underarter finns listade i Catalogue of Life.